# Carex caduca
Espèce
Classification phylogénétique
Carex caduca est une espèce de plantes du genre Carex et de la famille des Cyperaceae.